# 千葉茂樹
千葉 茂樹（ちば しげき、1933年2月12日 - ）は、日本の映画監督、脚本家、教育者。市民グループ「地球家族の会」代表、日本映画学校校長、日本映画大学特任教授。キリスト教徒。川崎市のみやまえ映像コンクール審査委員長。

## 経歴
1933年2月12日、福島県福島市に9人兄妹の次男として生まれる[1]。福島県立福島高等学校卒業。高校時代は元総務官僚で川崎市長を務めた阿部孝夫と同窓。福島大学経済学部に入学し、役場で働きながらの学生生活を送る。仕事の合間に訪れた映画館で黒澤明監督の「生きる」を観た影響で映画監督を目指すことを決意。福島大学から日本大学へ編入をし、1956年に日本大学芸術学部映画学科を卒業。
大学卒業時に応募をした「新人シナリオコンクール」で入賞（千葉は最年少入賞、受賞者6人の中には既に助監督として働いていた深作欣二もいた。）、そのコンクールの審査委員長を務めていた映画監督新藤兼人とはコンクールを境に師弟関係に発展。生涯にわたって師事することになった。
その後、大映東京撮影所で数々の作品において助監督を務め、24歳のときに映画「一粒の麦」（吉村公三郎監督）で脚本家デビュー。その後、新藤兼人が設立した独立プロ近代映画協会に所属。1974年にドキュメンタリー作品『愛の養子たち』で監督デビュー。以降ドキュメンタリー作品制作を中心に活動。
インドの修道女マザー・テレサの活動を追った映画『マザー・テレサとその世界』（1978）では、マザー・テレサの活動を世界に発信し、キネマ旬報文化映画作品賞など国内外で多くの映画賞を受賞した。
その他、『豪日に架ける＝愛の鉄道』（1999）、『シネリテラシー映画をつくる子どもたち＝オーストラリアの挑戦＝』（2006）などではオーストラリアとの友好関係の深化や、映画を用いたリテラシー教育を取り上げるなどが認められ2006年豪日交流基金賞を夫婦で受賞した。
近年では、映画製作を用いたリテラシー教育「シネリテラシー」の東日本大震災の被災地での汎用や、日本映画大学が立地する川崎市における子どもの映像教育などにも取り組んでいる。映画製作、教育活動の他、講演活動も活発に行い、全国各地でマザー・テレサにまつわる話や、生命尊重、映画製作・教育などについて講演を実施している。

## 主な作品

### 映画
- 『一粒の麦』（脚本・1958年）
- 『山男の歌』（脚本・1962年）
- 『こまどり姉妹』（脚本・1963年）
- 『こころの山脈』（脚本・1966年）
- 『青春ア・ゴーゴー』（脚本・1967年）
- 『哀愁の夜』（脚本・1967年）
- 『高原のお嬢さん』（脚本・1965年）
- 『孤島の太陽』（脚色・1970年）
- 『モスクワわが愛』（脚本・1975年）
- 短編ドキュメンタリー「愛の養子たち」（近代映画協会、1974年）で脚本・監督デビュー
- 『マザーテレサとその世界』（監督・1978年）
- 『平和の巡礼者』（監督・1981年）
- 『アウシュビッツ・愛の奇跡』（監督・1981年）
- 『アンデスの嶺のもとに』（監督・1982年）
- 『こんにちわ地球家族』（監督・1985年）
- 長編アニメーション映画『ゼノ－かぎりなき愛に－』（脚本・1999年）
- 『豪日に架ける―愛の鉄道』（監督・1999年)
- 『シネリテラシー　映画をつくる子供たち　～オーストラリアの挑戦～』（監督・2007年）
- 『マザーテレサと生きる』（監督・2009年）
- 『赤毛のアン グリーンゲーブルズへの道』（脚本・2010年）テレビアニメ「赤毛のアン」第1話～第6話を再編集

### 文化映画および産業映画
- 『リアムの住む村』日本ユニセフ記念映画（1983年）
- 『縫いの美―ある刺繍工房の記録―』（1988年）
- 『あしたが消える』（1989年）
- 『アジアの呼び声に応えて』（1992年）
- 生命尊重DVD作品・いのちシリーズ・学習シリーズ、アニメーション作品『こちらたまご　応答ねがいます』

### ドキュメンタリー
- 『世界のお母さん』（プロデュース、演出・1978年、日本ルーテル・アワー、近代映画協会）

### テレビアニメ
- 『山ねずみロッキーチャック』（脚本・1973年）
- 『赤毛のアン』（脚本・1979年）
- 『フーセンのドラ太郎』（脚本・1981年）

### テレビドラマ
- 『すし屋のケンちゃん』（脚本・1971年）
- 『ケーキ屋ケンちゃん』（脚本・1972年）

### 著書
- 『こんにちわマザー・テレサ』
- 『こんにちわ地球家族ーマザーテレサと国際養子ー 』
- 『映画で地球を愛したい―マザー・テレサへの誓い 』